# Adjudikace
Adjudikace (adiudicatio) znamená přisouzení, výrok soudního rozhodčí, kterým je jedné ze stran sporu přiřknuta určitá věc nebo právo. Může jít o výrok deklaratorní, kterým se pouze autoritativně potvrzuje už určitá existující skutečnost (např. přechod práva na základě platně uzavřené smlouvy), nebo konstitutivní, teprve kterým dojde ke vzniku dané skutečnosti (např. při rozdělení spoluvlastnictví).
V mezinárodním právu jde o způsob nabytí části státního území, ke kterému dojde na základě rozhodnutí určitého mezinárodního orgánu. Pravomoc tohoto orgánu vydat takové rozhodnutí pramení z dohody dvou či více států o tom, že jejich územní spor má být rozhodnut tímto způsobem a že se adjudikačním výrokem budou řídit. Tak např. získalo Československo v roce 1920 část sporného území Těšínska.